# 삼성 갤럭시 탭 A7
삼성 갤럭시 탭 A7(Samsung Galaxy Tab A7)은 삼성전자에서 제조/판매하는 안드로이드 태블릿 컴퓨터다. 삼성 갤럭시 탭 시리즈 최초로 One UI Core가 탑재된 채 출시되었다.